# Aguilón
Aguilón és un municipi d'Aragó situat a la província de Saragossa i enquadrat a la comarcar del Camp de Carinyena.